# Joachim August Wilhelm von Bernstorff
Joachim August Wilhelm von Bernstorff (* 20. November 1800 in Othenstorff; † 21. Dezember 1869 in Neustrelitz) war preußischer und mecklenburgischer Generalmajor und zuletzt mecklenburgischer Oberstallmeister.

## Leben

### Herkunft
Seine Eltern waren Heinrich Wilhelm von Bernstorff (* 15. April 1774; † 1. April 1844) und dessen Ehefrau Elisabeth Charlotte Sophie, geborene von Fabrice (* 12. Mai 1780; † 1. Juli 1883). Der spätere Staatsminister von Mecklenburg-Strelitz Wilhelm von Bernstorff (1806–1861) war sein jüngerer Bruder.

### Werdegang
Er kam am 15. September 1816 als Grenadier in das Kaiser Franz Garde-Grenadier-Regiment Nr. 2. Dort wurde er am 18. Juni 1817 zum Portepeefähnrich ernannt. Am 30. September 1819 wurde er als Seconde-Lieutenant aggregiert und am 21. Januar 1821 einrangiert. Er wurde am 6. Februar 1830 in das 2. Garde-Ulanen-Landwehr-Regiment aggregiert und dort am 14. April 1832 zum Premier-Lieutenant befördert sowie am 25. April 1839 zum Rittmeister und Eskadronchef ernannt. Am 21. Mai 1844 kam er in das Garde-Kürassier-Regiment und wurde dort am 31. März 1846 zum Major befördert. Am 12. September 1846 erfolgte seine Eingliederung als etatsmäßiger Stabsoffizier. Aber am 28. Oktober 1846 nahm er seinen Abschied mit dem Charakter eines Oberstleutnants, um anschließend in großherzoglich mecklenburg-schwerinsche Dienste zu gehen. Dort wurde er am 7. November 1846 zum Kommandeur des nachmaligen mecklenburgischen Dragoner-Regiment Nr. 17. Während der Märzrevolution von 1849 nahm er am Feldzug in Baden teil. Am 29. September 1851 zum Oberst befördert, nahm er am 24. Juli 1858 seinen Abschied mit Regimentsuniform.
Im Jahr 1861 wurde er mecklenburgischer Oberstallmeister. Am 11. September 1864 erhielt er dann den Charakter als mecklenburgischer Generalmajor. Mit dem Abschluss der Militärkonvention beider Mecklenburg mit Preußen wurde er am 27. März 1868 noch als Generalmajor a. D. in preußische Dienste übernommen, bevor er am 21. Dezember 1869 in Neustrelitz starb.

### Familie
Er heiratete am 5. Juli 1844 in Darmstadt die Freiin Natalie von Günderrode (* 28. Januar 1807; † 5. März 1890) Witwe des hessischen Generals und Ministers Georg Abraham Karl von Falck und Tochter des Ober-Appelationsgerichtspräsidenten Friedrich Justinian von Günderrode. Das Paar hatte mehrere Kinder:
- Natalie Wilhelmine Oktavia (* 23. Mai 1846; † 23. Februar 1922) ⚭ 1869 Freiherr Maximilian von Bellersheim gen. Stürzelsheim (* 11. April 1841; † 16. Dezember 1914)[2]
- Friedrich Wilhelm Gustav Adolf (* 30. November 1847; † 11. Dezember 1853)